# Hendrik de Puttere
Hendrik de Puttere was een Zuid-Nederlands tapijtwever in de 17e eeuw.
De Puttere had een atelier in Brussel en was zeker werkzaam tussen 1651 en 1656. Hij maakte onder meer wandtapijten met Bijbelse taferelen naar ontwerpen van Jacob Jordaens. 
Werken van hem hangen onder andere in de Palazzo del Quirinale.